# Faz gostoso
Faz gostoso è un singolo della cantante portoghese Blaya, pubblicato il 15 marzo 2018 come primo estratto dal primo album in studio Blaya con Dios.

## Descrizione
Terza traccia del disco, Faz gostoso è stato descritto come un brano funk carioca e pop. Una cover della canzone, realizzata dalla cantante statunitense Madonna e dalla cantante brasiliana Anitta, è contenuta nel quattordicesimo album in studio della prima Madame X.

## Video musicale
Il video musicale è stato reso disponibile in concomitanza con l'uscita del singolo.

## Tracce
Testi e musiche di Blaya, MC Zuka, No Maka, Stego e Tyoz.
1. Faz gostoso – 3:07

## Formazione
- Blaya – voce
- No Maka – programmazione, produzione
- Stego – programmazione, produzione
- Márcio Silva – mastering, missaggio
- João Barradas – registrazione

## Classifiche

### Classifiche settimanali
| Classifica (2018) | Posizione massima |
| ----------------- | ----------------- |
| Portogallo        | 1                 |

### Classifiche di fine anno
| Classifica (2019) | Posizione |
| ----------------- | --------- |
| Portogallo        | 168       |